# Chahinez Boushaki
Chahinez Boushaki (Argel, 22 de octubre  de 1985) es una jugadora de baloncesto argelina, que ocupa la posición de comodín.

## Trayectoria

### FIBA
Ha participado en cuatro eventos de zonas FIBA África en el nivel sénior:
- 2013 Campeonato FIBA de África Femenino: Ronda Final en Mozambique.[3][4][5][6][7][8][9][10]
- 2015 Afrobasket Femenino en Camerún.[11][12][13][14][15][16]
- 2016 Copa de Campeones de África FIBA Femenina en Mozambique.[17][18][19][20][21][22][23]
- 2017 Copa de Campeones de África FIBA Femenina en Angola.[24][25][26]

También fue miembro de la selección de baloncesto de Argelia desde 2010.

### Juegos Panafricanos
Ha participado con su equipo GS Pétroliers en varias competiciones de baloncesto en el marco de los Juegos Panafricanos, a saber:
- Juegos Panafricanos de 2011 en Mozambique.[30][31][32]
- Juegos Panafricanos de 2015 en República del Congo.[13][33][34]

### Arab Club Basketball Championship
Ha participado con su equipo GS Pétroliers en varias competiciones de baloncesto en el marco del Campeonato Árabe de Baloncesto de Clubes, a saber:
- 2014 Campeonato de Clubes Campeones Femeninos Árabes en Egipto.[35][36]
- 2016 Campeonato Árabe Femenino de Baloncesto 3x3 en Sharjah.[37][38][39][40]

### Copa de Argelia
Durante la temporada 2015, Boushaki ganó la Copa de Baloncesto Femenino de Argelia con su equipo GS Pétroliers que derrotó a sus rivales OC Alger en el partido final con una puntuación de 73 contra 55.

## Resultados deportivos
| # | Evento deportivo                               | Clasificado                | Puntos por juego (PPJ) | Rebotes por juego (RPJ) | Asistencias por juego (APJ) |
| - | ---------------------------------------------- | -------------------------- | ---------------------- | ----------------------- | --------------------------- |
| 1 | 2013 Campeonato FIBA de África Femenino        | Undécimo                   | 1,4                    | 1,8                     | 0,0                         |
| 2 | 2015 Afrobasket Femenino                       | Undécimo                   | 5,1                    | 3,4                     | 2,3                         |
| 3 | 2016 Copa de Campeones de África FIBA Femenina | Décimo                     | 3,9                    | 1,7                     | 1,0                         |
| 4 | 2017 Copa de Campeones de África FIBA Femenina | non disponible             | non disponible         | non disponible          | non disponible              |
|   |                                                | Promedio total por evento: | 3,5                    | 2,3                     | 1,1                         |